# Fontana del Guardiano notturno (Stoccarda)

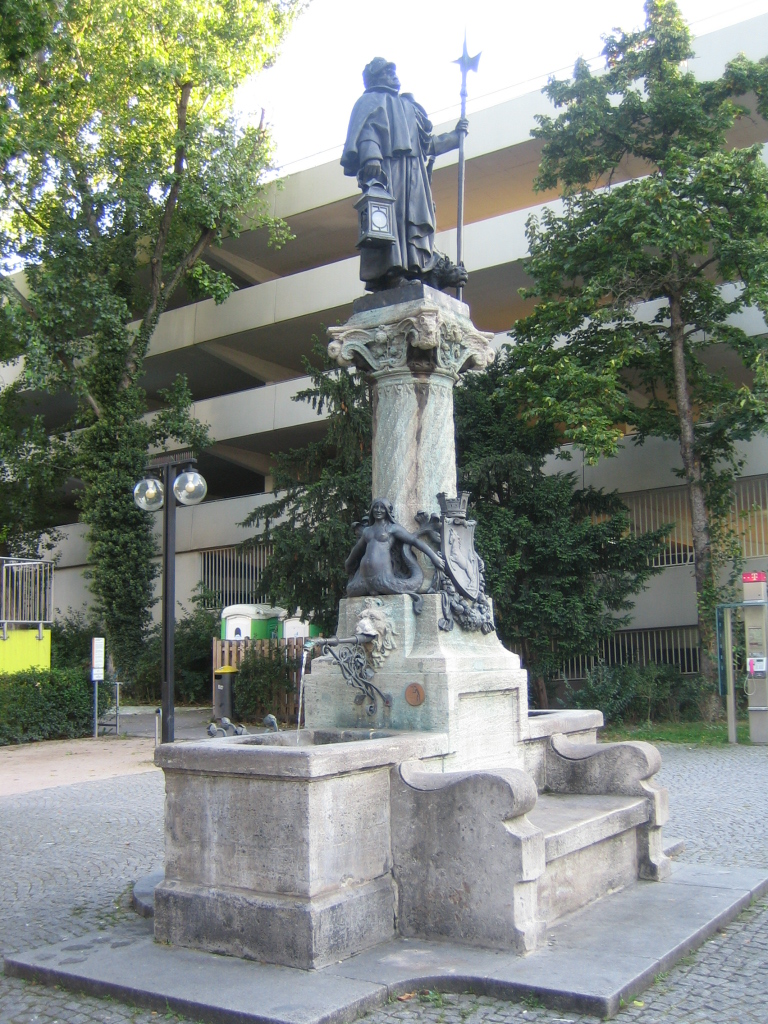
Fontana del guardiano notturno.

La fontana del guardiano notturno a Stoccarda fu costruita per commemorare i guardiani notturni di Stoccarda, che rimasero a vegliare sul riposo notturno fino al 1862. La fontana fu costruita nel 1900 secondo i progetti dell'architetto Heinrich Halmhuber in pietra "a grana di mercato" e dotata di sculture in bronzo dello scultore Adolf Fremd. La fontana è stata restaurata nel 1998. Essa è in funzione da metà maggio a metà settembre.

## Posizione

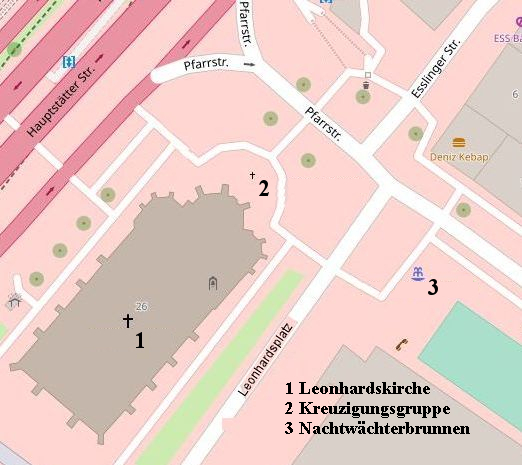
Pianta del sito.

Il guardiano notturno è posto all'angolo Leonhardsplatz / Pfarrstraße a Stoccarda a partire dai primi anni 1960. Sorge nel mezzo di una piazza lastricata di circa 20 × 20 metri, che è protetta dalla strada da alcuni dissuasori. La fontana si trova a 40 metri dal gruppo della crocifissione, che si trova di fronte al coro della chiesa di Leonhard.

## Descrizione
La fontana del guardiano notturno è alta quasi 5 metri ed è scolpita nello stile neorinascimentale tedesco. Il candelabro sorge su una piastra di base a forma di pianta del piano della fontana, affiancato da due trogoli a forma di cubo. Una panca di pietra collegata alla sottostruttura nella parte anteriore invita il passante a rilassarvisi, mentre sul retro c'è il posto per i cani. Il gruppo della fontana è composto dalla figura in bronzo a grandezza naturale del guardiano notturno, una colonna compressa e sinuosa e una base a forma di cubo.
La colonna della fontana termina in un capitello ionico con gufi e pipistrelli agli angoli. Sopra ila capitello vi è la figura in bronzo del guardiano notturno in un cappotto con lanterna in mano, alabarda, corno e cane. La lanterna del guardiano notturno fu infatti la prima fonte di luce elettrica nella via pubblica di Stoccarda.
Alla base della fontana, ci sono due ninfe d'acqua con tanto di code di pesce in bronzo a sinistra e a destra della colonna, appoggiate alla colonna e con la schiena ricurva. Tra le ninfe c'è lo stemma della città di Stoccarda con il cavallo, lo "Stuttgarter Rössle", coronato da una corona a muro, sul retro, lo stemma del Württemberg. Lo stemma è circondato da lussureggianti arazzi con frutta che le ninfe tengono tra le mani. I tubi di scarico in bronzo con anelli di tenuta a testa di animale emergono da una maschera faunistica su entrambi i lati della base della colonna, sostenuta da un supporto a staffa in ferro battuto.
L'abbeveramento per cani, progettato nella forma di fontana dei delfini, sul retro della fontana è incorniciato da una griglia in ferro battuto con viticci rosa. Un delfino si appiattisce in una nicchia semicircolare e sputa l'acqua nella piscina semicircolare di fronte ad essa.

## Galleria d'immagini

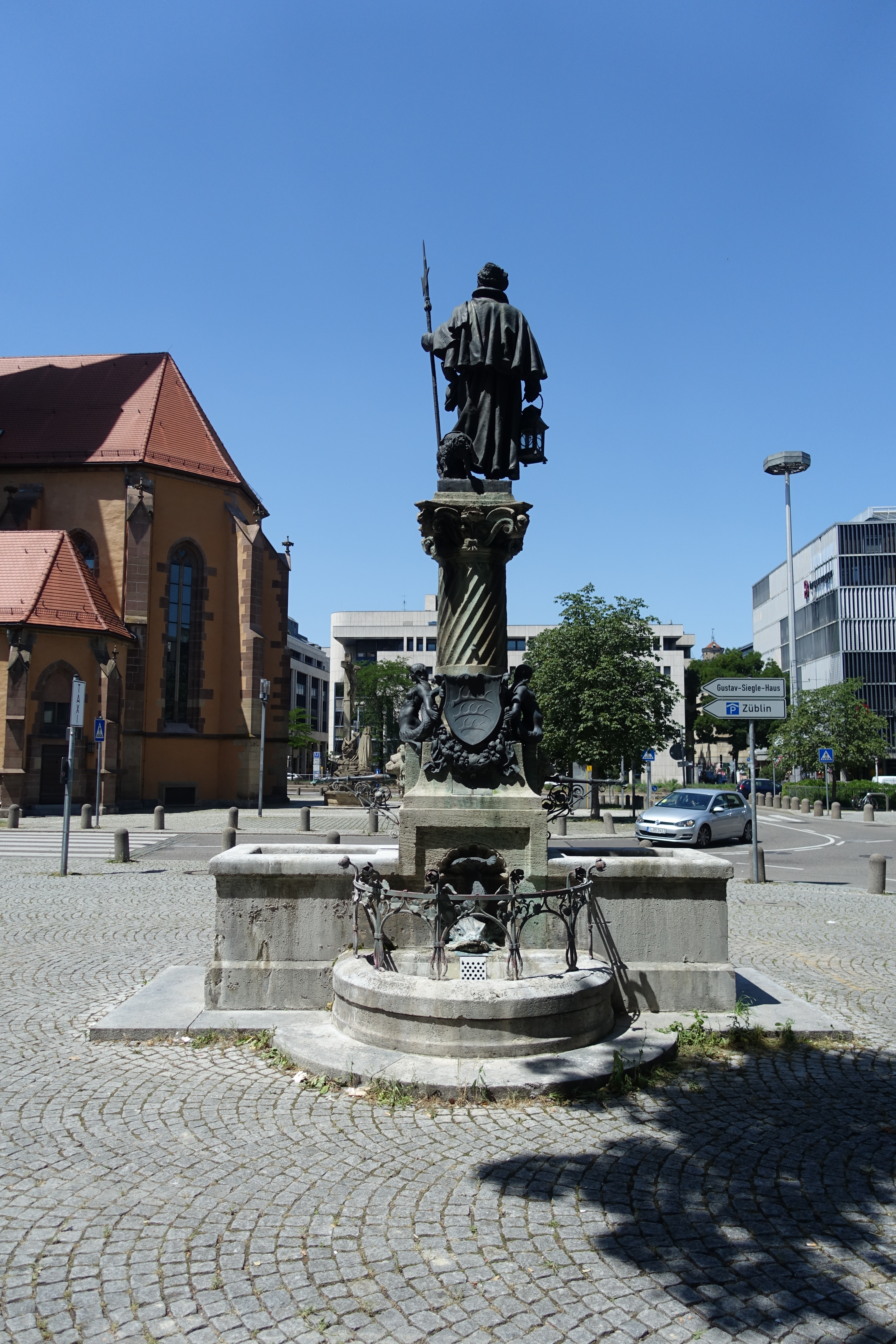
Abbeveramento d'acqua per cani.
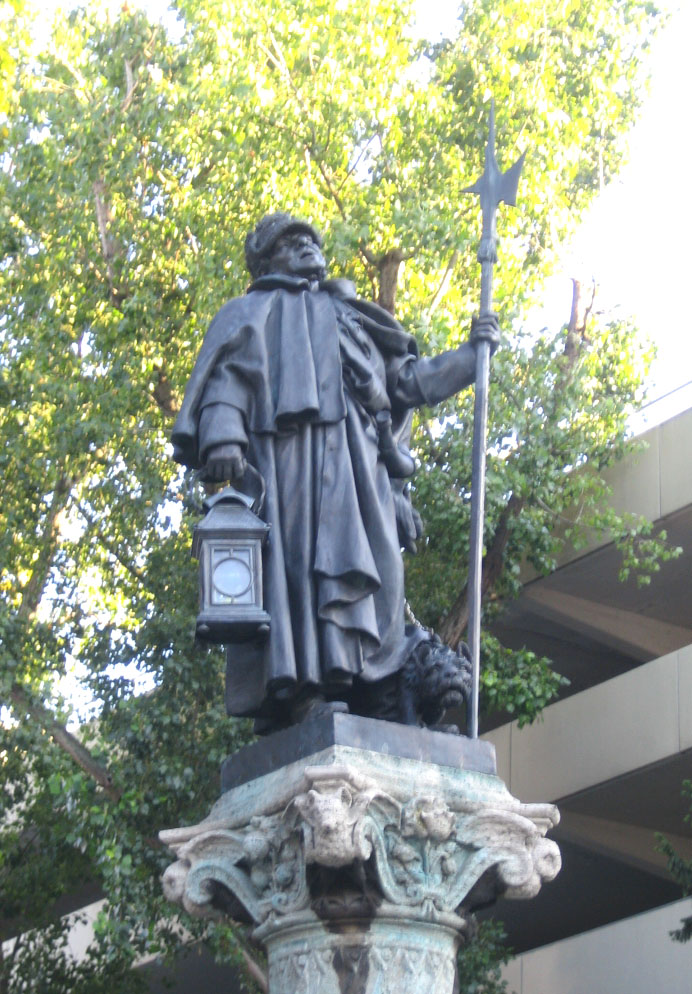
Statua del guardiano notturno con capitello.
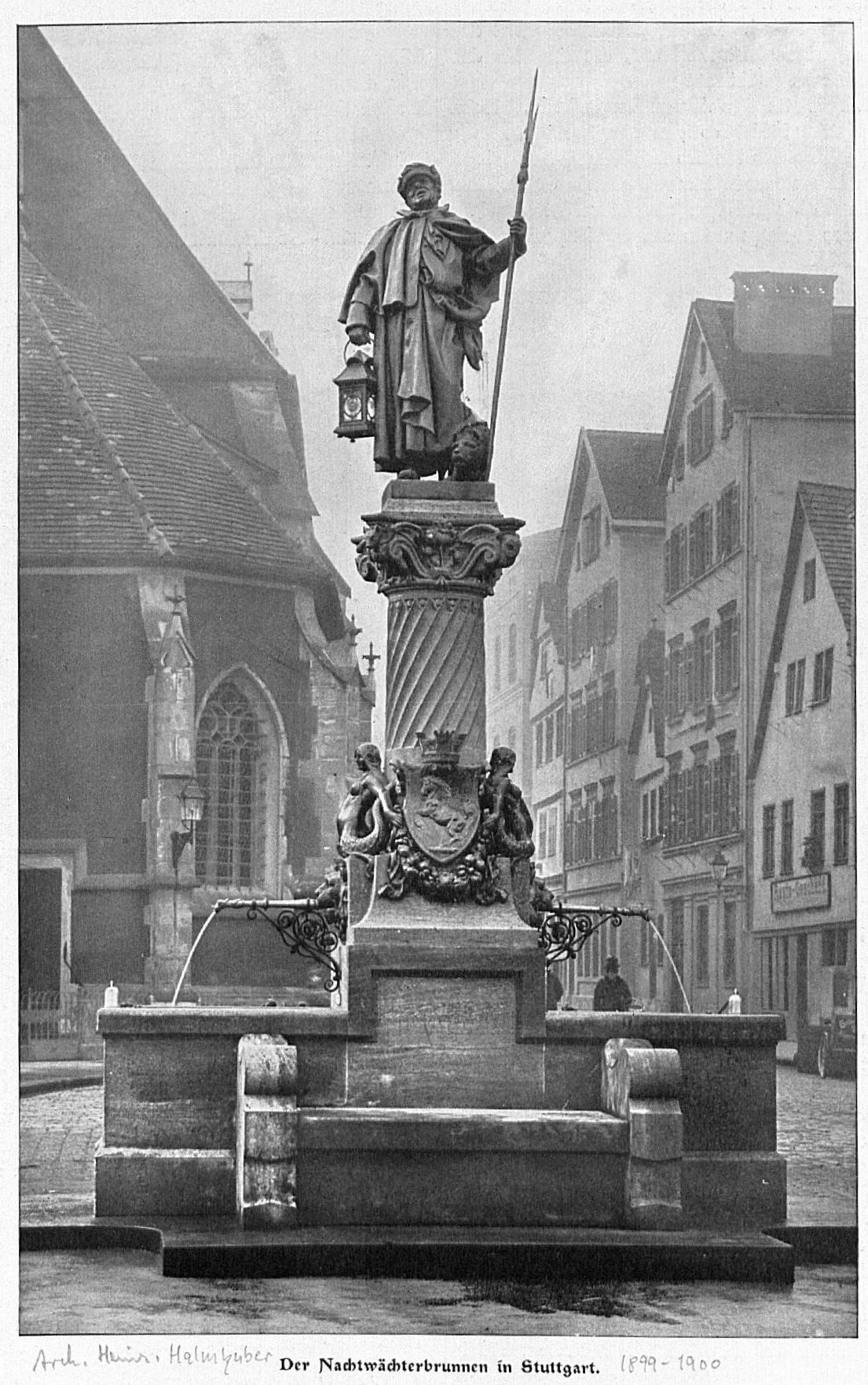
Fontana del guardiano notturno, 1901.

## Ricezione
Nel 1901, la rivista "Architektonische Rundschau" ha scritto sul monumento di nuova costruzione:
"A fianco del coro della St. Leonhardskirche, in un angolo della piazza omonima, il cui aspetto pittoresco e architettonico, nonostante tutta la semplicità degli edifici circostanti, è uno dei migliori che Stoccarda ha nei termini dei vecchi paesaggi urbani, è sorto recentemente una piccola, poetica fontana, che è composta sulla piazza in questione in modo raramente riuscito e il cui personaggio principale dovrebbe mantenere vivo il ricordo della figura più popolare del passato delle comunità precedenti, il guardiano notturno, che è già diventato leggendario."
In una pubblicazione per commemorare il 25º anniversario con il sindaco di Stoccarda Arnulf Klett, si afferma nel 1971:
"Il crocifisso di pietra di fronte al coro del Leonhardskirche era stato conservato [dopo la distruzione della seconda guerra mondiale] a Leonhardsplatz, e a cento passi di distanza si trovava la fontana del guardiano notturno, simbolo della perduto fascino della vecchia Stoccarda, un memoriale per quei clienti abituali allevati nel "distretto dei fagioli" che non poteva ottenere di notte la chiamata del guardiano".

## Hotel Nachtwächter
L'Hotel Nachtwächter si trova a Brennerstraße 8, a 100 metri a nord-est della Nachtwächterbrunnen. Al primo piano c'è il cartello della locanda con la insegna "Guardiano notturno" sulla facciata. L'insegna porta la figura a grandezza naturale di un guardiano notturno in un cappotto con una lanterna a mano, alabarda e corno. La figura si trova di fronte a un lampione, la cui lampada si affaccia sul guardiano notturno con il lampione piegato. Il guardiano notturno è stato anche chiamato "Cannstatter Nachtwächter e. V. ”gli amici di Cannstatter Fasnet sono stati immortalati. 

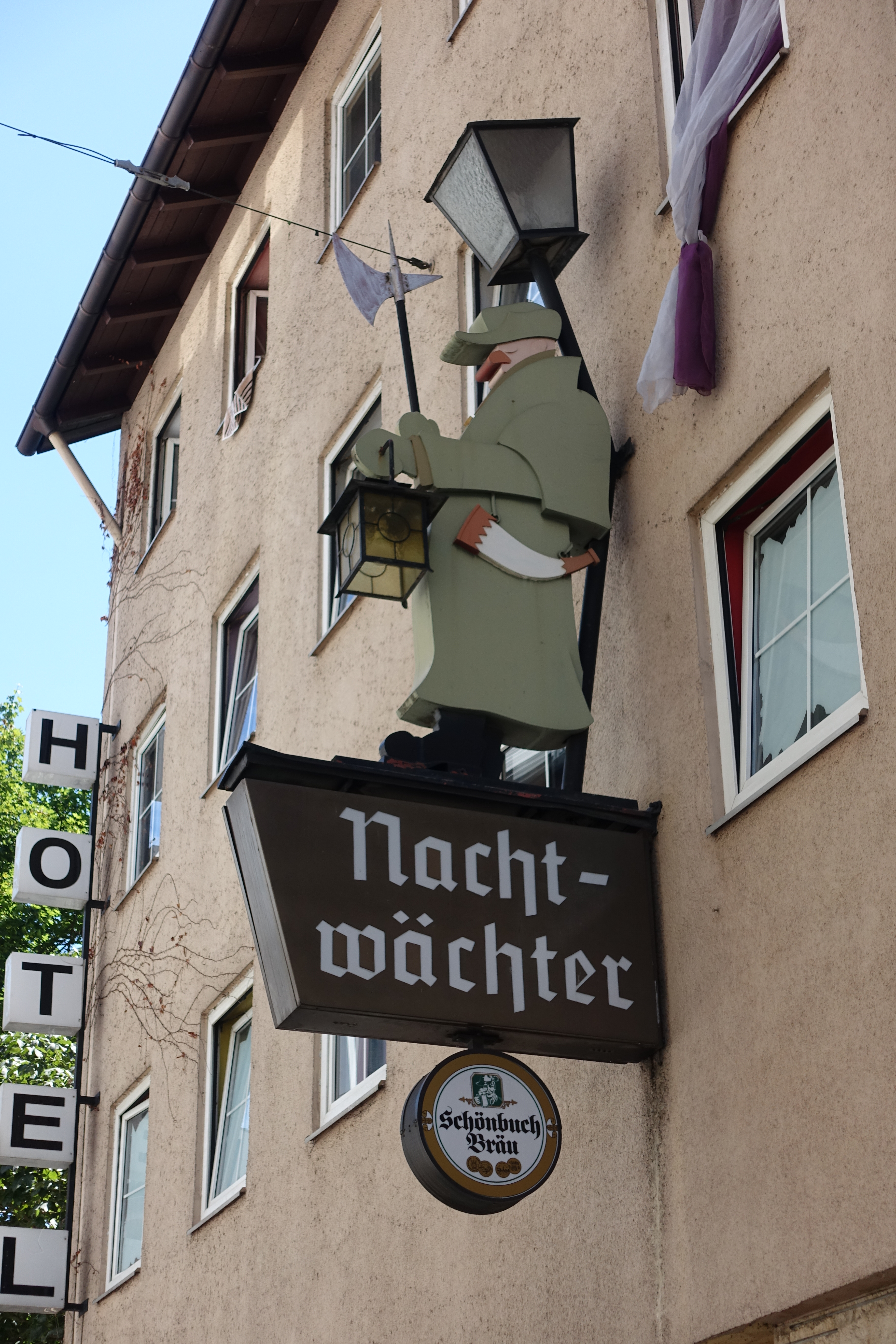
Guardiano notturno dell'hotel a Stoccarda, segno della locanda.
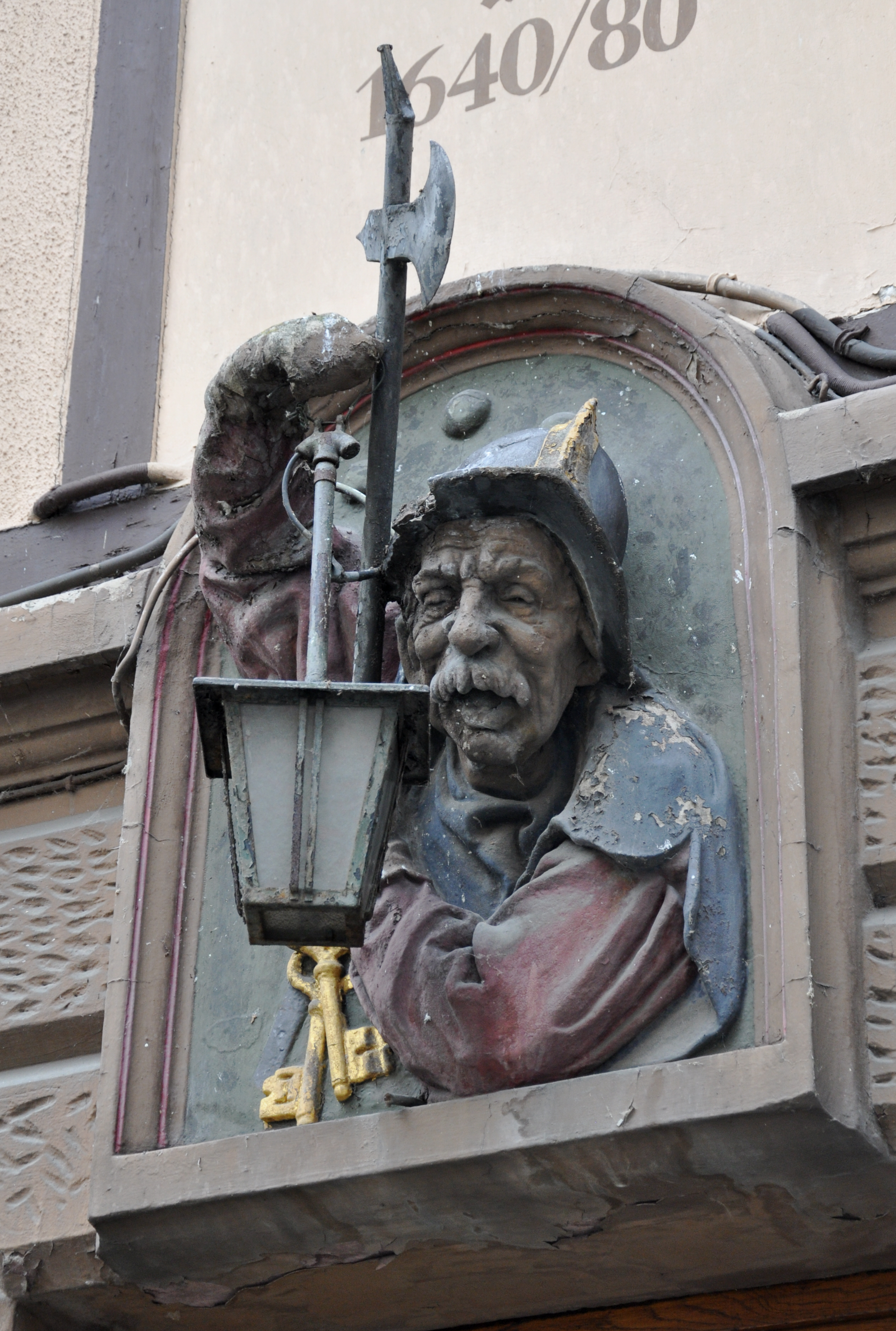
Ratsstüble a Bad Cannstatt, sollievo guardiano notturno.

## Guardiano notturno di Cannstatt
A Stuttgart-Bad Cannstatt, un rilievo colorato è posto in una nicchia semicircolare sopra la porta d'ingresso del Ratsstüble in Marktstraße 41. Mostra il ritratto a mezzo busto di un uomo rugoso e con i baffi, un vecchio guardiano notturno con cappotto, elmo, alabarda, lanterna a mano e portachiavi d'oro. Gli amici di Cannstatter Fasnet immortalano il guardiano notturno nel nome del loro club Cannstatter Night Watchman e. V.